# Ernst Wilhelm Hengstenberg

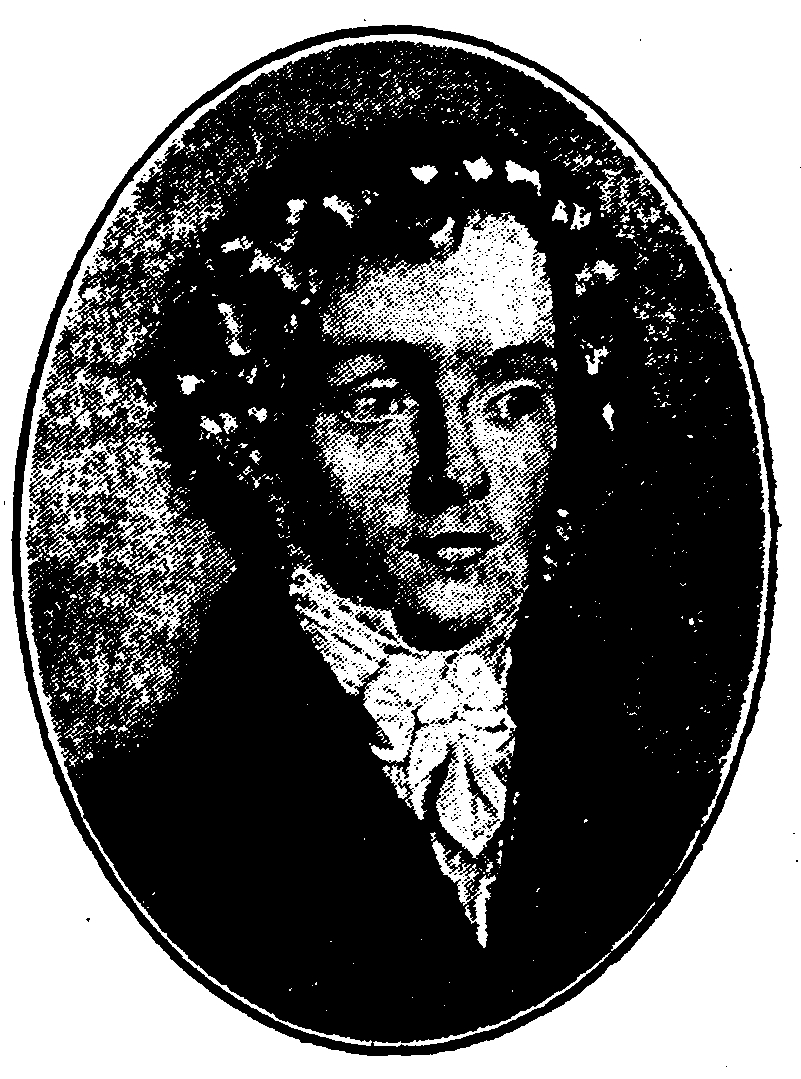
Bild från Nordisk Familjebok

Ernst Wilhelm Hengstenberg, född 20 oktober 1802 i Fröndenberg i grevskapet Mark, död 28 maj 1869 i Berlin, var en tysk teolog och orientalist.
Hengstenberg studerade filosofi och österländska språk vid universitetet i Bonn 1819-23. Han omfattade liberala åsikter i religion och politik samt slöt sig till "die Burschenschaften", men blev efter sin flyttning till universitetet i Basel 1823 strängt konservativ och ortodox samt övergick från reformerta till lutherska läran. 1824 blev han docent, 1826 extraordinarie och 1828 ordinarie professor vid universitetet i Berlin.
Han gjorde till sin livsuppgift rationalismens utrotande och återställandet av 1500-talets teologi, sådan den formulerats i konkordieformeln, men med en spekulativ, filosofisk anstrykning. I Evangelische Kirchenzeitung, som han från 1827 utgav och som blev det pietistiskt-ortodoxa partiets huvudorgan, bekämpade han hänsynslöst hela den nyare bildningen samt bedömde alla företeelser på vetenskapens, konstens och litteraturens områden från denna teologiska ståndpunkt.

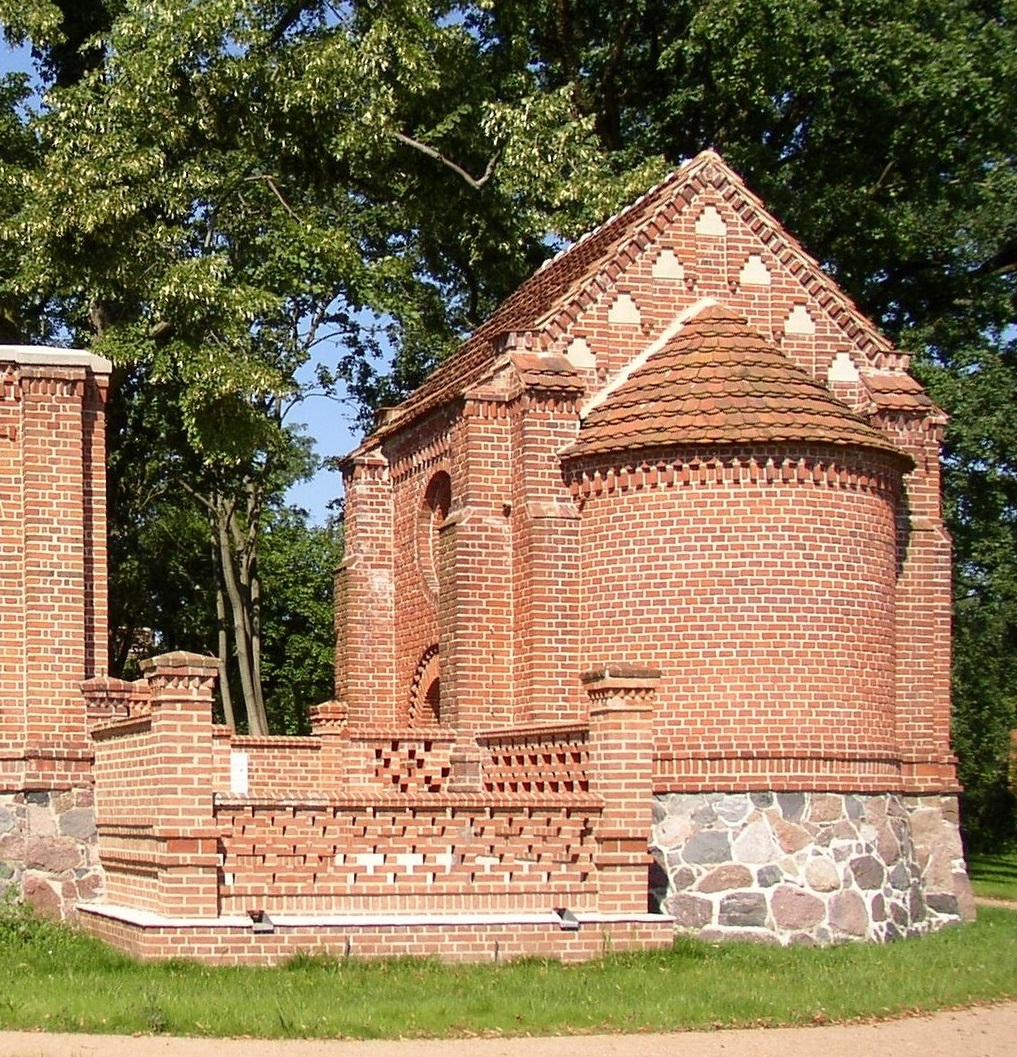
Hengstenberg-mausoleet i Neuruppin

Genom sin tidning utövade Hengstenberg ett ofantligt inflytande och blev ledare för den religiösa och teologiska reaktionen i Tyskland. I början en försvarare av den protestantiska unionen, drogs han sedan allt mera över till den exklusivt lutherska riktning, som ville upplösa denna union. Under sina senaste levnadsår bekämpade han förnämligast protestantföreningen.
Hengstenbergs förnämsta arbeten är Beiträge zur Einleitung ins Alte Testament (1831-39), Kommentar uber die Psalmen (4 bd, 1842-47; 2:a uppl. 1849-52; "Commentar öfver psalmerna", sammandrag, 1855), Die Weissagungen des Propheten Ezekiel (1867-68), Das Evangelium Johannis (3 bd, 1861 ff., 2:a uppl. 1867-71), Geschichte des Reiches Gottes unter dem alten Bunde (1869-71) m fl.